# Cary (Wisconsin)
Pour les articles homonymes, voir Cary.
Cary est une localité du comté de Wood, dans le centre de l’État du Wisconsin.